# Zingiber pyroglossum
Zingiber pyroglossum là một loài thực vật có hoa trong họ Gừng. Loài này được Pramote Triboun và Kai Larsen miêu tả khoa học đầu tiên năm 2014. Tên gọi thông thường trong tiếng Thái là khing ka taai yai (ขิงกระตายใหญ) (tại Sakon Nakhon); khing maeng daa (ขิงแมงดา) (tại Nong Khai).

## Mẫu định danh
Mẫu định danh: Triboun P. 3437 thu thập ngày 12 tháng 8 năm 2003 ở tọa độ 16°52′0″B 100°51′0″Đ / 16,86667°B 100,85°Đ (tọa độ này thuộc tỉnh Phitsanulok), rừng thông tại Vườn quốc gia Thung Salaeng Luang, tỉnh Phetchabun, đông bắc Thái Lan. Holotype lưu giữ tại Văn phòng Bảo vệ các loại Thực vật ở Băng Cốc, Thái Lan (BK); các isotype lưu giữ tại Đại học Aarhus, Đan Mạch (AAU) và Cục Vườn quốc gia, Bảo tồn Động vật hoang dã và Thực vật ở Chatuchak, Băng Cốc, Thái Lan (BKF).

## Phân bố
Loài này có tại các tỉnh Bueng Kan, Chaiyaphum, Kalasin, Khon Kaen, Mukdahan, Nakhon Nayok, Phetchabun, Phitsanulok, Sisaket, Ubon Ratchathani ở Thái Lan, tỉnh Gia Lai ở Việt Nam và tỉnh Borikhamxay ở Lào. Môi trường sống là các khu vực trống với các loài tre (Vietnamosasa sp.) chiếm ưu thế; trong rừng khộp (Dipterocarpaceae) lá sớm rụng và rừng thông, ở cao độ 100-1.000 m.

## Mô tả
Các chồi lá cao 1–2 m, thon búp măng về phần xa, với 5-7 bẹ, các bẹ phía dưới không phiến lá, lá 18-25, bẹ lá màu xanh lục, các bẹ dưới màu đỏ, nhẵn nhụi và có phấn xám. Phiến lá thuôn dài tới hình mác, 15,5 × 4,5-4,6 cm, đỉnh nhọn thon tới hình đuôi, đáy hình nêm, có gân phức tạp, màu xanh lục, nhẵn nhụi và có phấn xám ở cả hai mặt. Cuống lá dài 3–5 mm, màu xanh lục nhạt, nhẵn nhụi. Lưỡi bẹ nguyên; 2-5 × 5–10 mm, tù, nhẵn nhụi, màu đỏ ánh nâu hay xanh lục ánh vàng với chóp đỏ. Cụm hoa 1-2, mọc từ rễ. Cuống cụm hoa thanh mảnh, thẳng đứng, dài 22-35(-47) cm, với 10-17 lá bắc bao, màu xanh lục, nhẵn nhụi và có phấn xám. Cành hoa bông thóc thuôn dài, 4-12 × 2-3,5 cm, các lá bắc dưới chồng lên các lá bắc trên tới nửa chiều dài của chúng, đỉnh tù, màu vàng kem. Hoa nở 1-2 cùng một lúc. Lá bắc vô sinh ~3,8 × 1,4 cm. Lá bắc sinh sản hình trứng ngược, ~3,3 × 2,5 cm, đỉnh tù, mép của nửa trên lõm, nhẵn nhụi, có lông tơ ở gần đỉnh, màu vàng kem với các vệt màu ánh hồng. Lá bắc con hình elip tới thuôn dài, ~3,2 × 2,2 cm, đỉnh nhọn, bên ngoài nhẵn nhụi hoặc có lông tơ, màu vàng kem, chóp đỏ. Đài hoa dài ~1,4 cm, ống 0,5-0,6 cm; các thùy dài 7–9 mm, màu kem ánh trắng, trong mờ. Ống tràng dài ~3,3 cm, màu kem, nhẵn nhụi; các thùy màu vàng; thùy tràng lưng 2,3–2,7 × 1-1,1 cm; các thùy tràng bên 2,2-2,6 × 0,6 cm. Cánh môi màu vàng với các sọc đỏ; thùy giữa hình nón ngược, 1,2-1,6 × 1,4–2 cm, đỉnh gần như cắt cụt, mép hơi có khía răng cưa; các thùy bên 5-6 × 5–7 mm. Bao phấn 1,2 × 0,4 cm, màu vàng kem; chỉ nhị dài 3–5 mm; phần phụ dài 1,2-1,5 cm, màu vàng kem, dài bằng hoặc ngắn hơn đầu nhụy. Bầu nhụy 4-6 × 3 mm, rậm lông. Nhụy lép dài ~6 mm. Noãn 15-19 mỗi ngăn. Quả không rõ. Ra hoa cuối tháng 7-tháng 9.